# Andenhausen
Andenhausen (Rhöner Platt: Andehuuse) ist ein Ortsteil der Stadt Kaltennordheim im Landkreis Schmalkalden-Meiningen in Thüringen (Deutschland).

## Geografie
Andenhausen befindet sich im südlichen Teil der Thüringischen Rhön. Der Ort ist bezogen auf die Einwohnerzahl nach Aschenhausen und Melpers der drittkleinste und flächenmäßig der kleinste Stadtteil der Stadt Kaltennordheim. Andenhausen bildet den nordwestlichen Teil der Stadt und grenzt an das hessische Tann (Rhön).
Oberhalb von Andenhausen befindet sich der 628 m hohe Katzenstein mit dem gleichnamigen Berghotel. Es ist der höchstgelegene Ort im Schmerbachtal.

## Geschichte
1185 wurde das Dorf erstmals urkundlich erwähnt. Zu dieser Zeit war es fuldischer Besitz. Von 1274 bis 1583 gehörte Andenhausen zur Grafschaft Henneberg (Amt Fischberg), die Landesherren veranlassten die Einführung der Reformation. Im Ort bestimmten die Herren von der Tann als Grund- und Gerichtsherren. Die evangelische Kirche von Andenhausen wurde 1757 erbaut, sie gehörte als Filial zur Pfarrei Fischbach/Rhön.

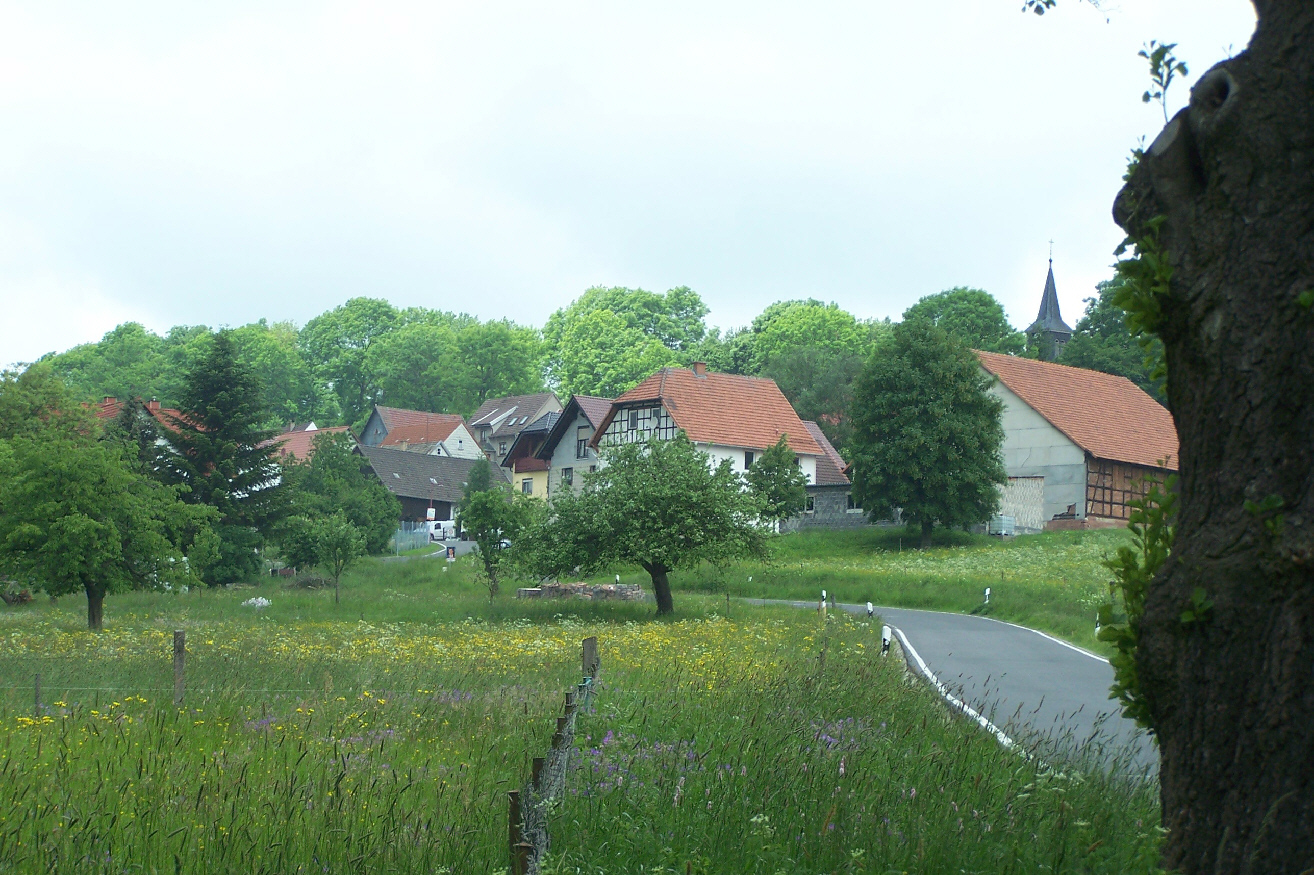
Südlicher Ortseingang

Mit großer Not hatten die Bauern wegen der rauen klimatischen Bedingungen häufig zu rechnen, Unwetter und Missernten führten regelmäßig zu Hungersnöten, Andenhausen war auch ein Zentrum der Hexenverfolgung.
Im Dreißigjährigen Krieg fielen die Croaten Isolanis mehrfach plündernd über die wehrlose Bevölkerung der Rhön her, Andenhausen blieb davon meist verschont. Mit dem Aussterben der Henneberger 1583 entspannen sich zwischen den Erbfolgern, den sächsischen Herzögen und der Fürstabtei Fulda, ausgedehnte Streitigkeiten um einige Teile der Vorderrhön, die erst im Jahre 1764 ihren Abschluss fanden. Nach der Auflösung der weltlichen Herrschaft Fuldas im Jahre 1802 und im Ergebnis des Wiener Kongresses 1814/15 wurden die Grenzen zwischen Thüringen, Hessen und Bayern festgelegt. Zum Großherzogtum Sachsen-Weimar-Eisenach gehörten neben den ehemals hennebergischen Ämtern Kaltennordheim und Lichtenberg auch die vordem fuldaischen Ämter Fischberg und Geisa sowie das zuvor hessische Amt Vacha.
1879 wurden, basierend auf der Volkszählung von 1875 statistische Angaben zum Ort publiziert. Andenhausen hatte in diesem Jahr 53 Wohnhäuser mit 287 Einwohnern. Die Größe der Flur betrug 148,2 ha davon Höfe und Gärten 5,3 ha, Wiesen 41,8 ha, Ackerfläche 69,9 ha. Wald 3,7 ha, Teiche, Bäche und Flüsse 0,02 ha, auf Wege, Triften, Ödland und Obstbauplantagen entfielen 22,2 ha. Das Dorf hatte einen Viehbestand von einem Pferd, 129 Rindern, 81 Schafen, 40 Ziegen und 19 Schweinen. Eine Amtsbeschreibung berichtet schon 1712: Das Dorf hat 12 Wohnhäuser; wegen der steinigen Gegend ist die Flur ziemlich dürr und mager, die Wiesen meistenteils nicht beim besten. Die Mehrzahl der Bewohner war als Korbmacher, Muldenhauer, Holzschuhmacher und Scherenschleifer tätig. Zum Ort gehörte auch die Lättenmühle.
In den 1930er Jahren bemühten sich die Nationalsozialisten, auch in der Rhön Einfluss zu gewinnen. Die thüringische Landesregierung wurde beauftragt, durch Arbeitsbeschaffungsprojekte die Not der Bevölkerung zu lindern. Man ließ mit großem propagandistischem Aufwand Wohnsiedlungen anlegen, Zufahrtsstraßen und Feldwege ausbauen, Äcker entsteinen und Wälder aufforsten. Als weithin sichtbares Zeugnis wurde der Burggasthof am Katzenstein 1937 als Schulungsheim errichtet. In unmittelbarer Nähe wurde 1936 der Burgbauernhof am Katzenstein zur Versorgung des Hotels mit Lebensmitteln erbaut und im Nachbarort Empfertshausen eine Fachschule für das traditionelle Schnitzer-Handwerk errichtet.
Nach dem Zweiten Weltkrieg lag Andenhausen als Grenzgemeinde bis zur Wende 1989 im Sperrgebiet der Innerdeutschen Grenze und war nur mit Passierschein zu erreichen. Rings um den Ort entstanden Grenzbefestigungsanlagen. Das Hotel am Katzenstein wurde von der DDR-Regierung beschlagnahmt und als Ferienheim der Staatsmacht genutzt. Im Jahr 1955 lebten im Ort 318 Einwohner. 2013 wurde Andenhausen nach Kaltennordheim eingemeindet, die Verwaltungsgemeinschaft Oberes Feldatal wurde gleichzeitig aufgelöst.
Im Zuge der Gebietsreform in Thüringen strebte die Stadt Kaltennordheim die Eingemeindung der südlichen Nachbargemeinden Aschenhausen, Kaltensundheim, Kaltenwestheim, Melpers, Oberkatz und Unterweid zum 1. Januar 2019 an und nahm dafür einen Wechsel aus dem Wartburgkreis in den Landkreis Schmalkalden-Meiningen in Kauf, der mit dem Inkrafttreten des Zweiten Gesetzes zur freiwilligen Neugliederung kreisangehöriger Gemeinden zum 1. Januar 2019 vollzogen wurde.
Gegen den Kreiswechsel regte sich in den Ortsteilen Andenhausen und Fischbach erheblicher Widerstand, der Ortsteilrat bevollmächtigte die Ortsteilbürgermeisterin, für das Ziel eines Verbleibs im Wartburgkreis Gespräche für eine Ausgliederung Andenhausens aus Kaltennordheim und einen Anschluss an Dermbach zu führen. Im Rahmen der Kommunalwahlen in Thüringen 2019 erfolgte am 26. Mai 2019 eine Bürgerbefragung zu diesem Thema. Hierbei sprachen sich 151 Wahlberechtigte für eine Rückkehr in den Wartburgkreis und drei für einen Verbleib im Landkreis Schmalkalden-Meiningen aus.

## Kultur und Sehenswürdigkeiten
Bauwerke

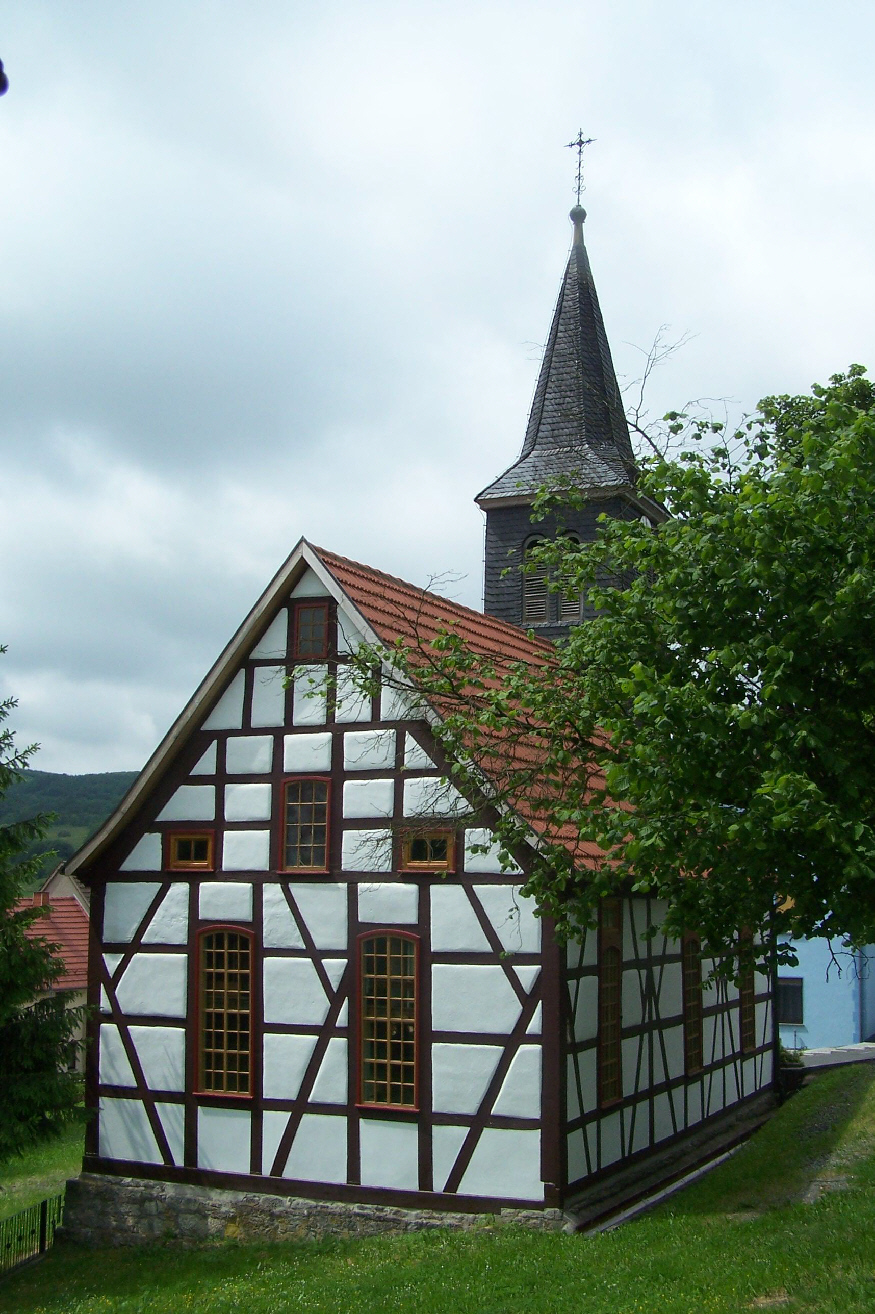
Dorfkirche

- Evangelische Fachwerkkirche von 1757
- Dorfbackhaus im Oberdorf

Gedenkstein
An der Ortsverbindungsstraße nach Theobaldshof befindet sich ein Denkmal zur Grenzöffnung am 27. November 1989 und die Gedenkstelle für den hier in den 1960er Jahren zerstörten Mückenhof.
Naturdenkmäler
Die drei Linden an der Kirche Andenhausen sind seit 1994 als Naturdenkmal ausgewiesen.

## Verkehrsanbindung
Andenhausen ist über die Bundesstraßen Bundesstraße 285 Abzweig Richtung Tann (Rhön), und der Bundesstraße 278 Abzweig Richtung Kaltennordheim zu erreichen. Die nächsten Autobahnanschlüsse sind: A 71 Meiningen-Süd, A 71 Mellrichstadt, A 4 Gerstungen, A 7 Hünfeld-Schlitz, A 7 Fulda-Mitte. Die nächsten Bahnhöfe sind nach Stilllegung der Ulstertalbahn und der Feldatalbahn die Bahnhöfe Bad Salzungen, Meiningen, Fulda, Hünfeld und Eisenach. Das Verkehrsunternehmen Wartburgmobil bindet den Ort mit seinen Linien 132, 133 und 136 Richtung Dermbach, Kaltennordheim und Geisa an.

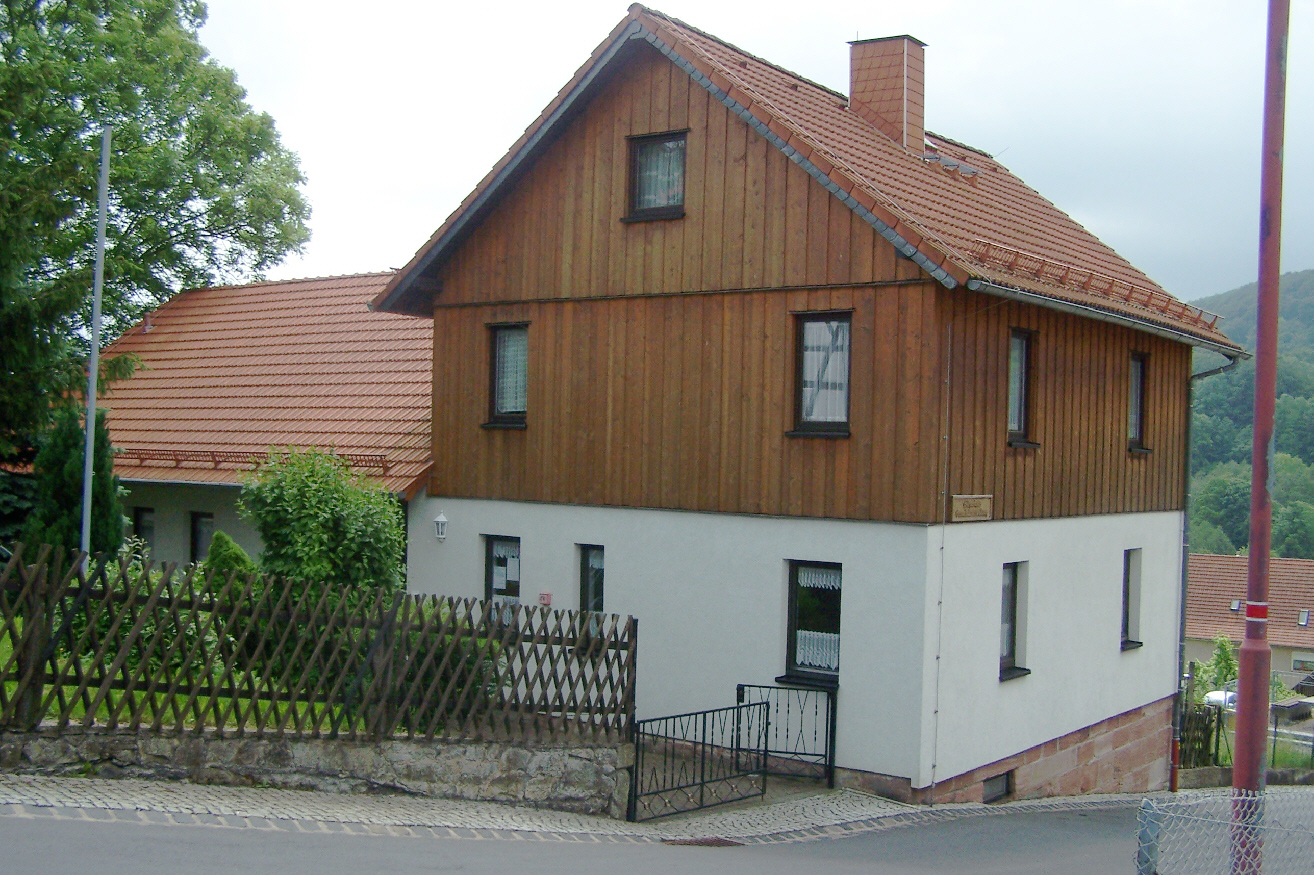
Ehemalige Gemeindeverwaltung
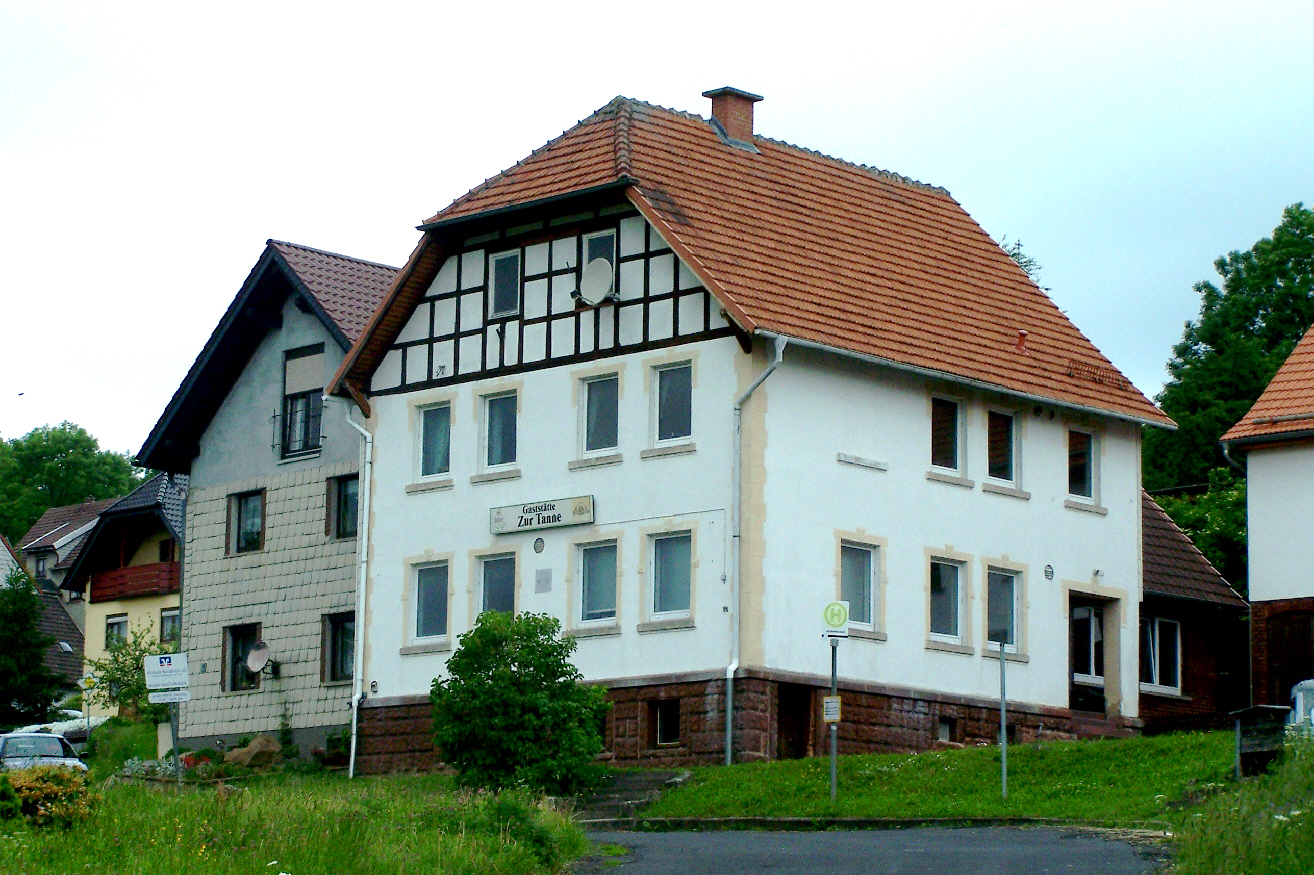
Das Wirtshaus Zur Tanne